# 수석사제
수석사제(首席司祭, 라틴어: archipresbyter)는 여러 교구를 감독하는 직무를 맡은 사제를 지칭하는 말이다. 이 용어는 동방 정교회와 동방 가톨릭교회에서 널리 쓰이고 있다. 라틴 전례의 로마 가톨릭교회에서도 수석 사제가 있지만, 여기서는 사제단의 대표 또는 주교의 특별대리자를 지칭한다.
현재 로마에 있는 주요 4대 성전(산 조반니 인 라테라노 대성전, 산타 마리아 마조레 대성전, 산 파올로 푸오리 레 무라 대성전, 성 베드로 대성전)에는 각각 네 명의 수석사제가 본당사제로 재직해 있다.

## 같이 보기
- 대수도사제
- 후안 루이스